# Tweede Koerilenstraat

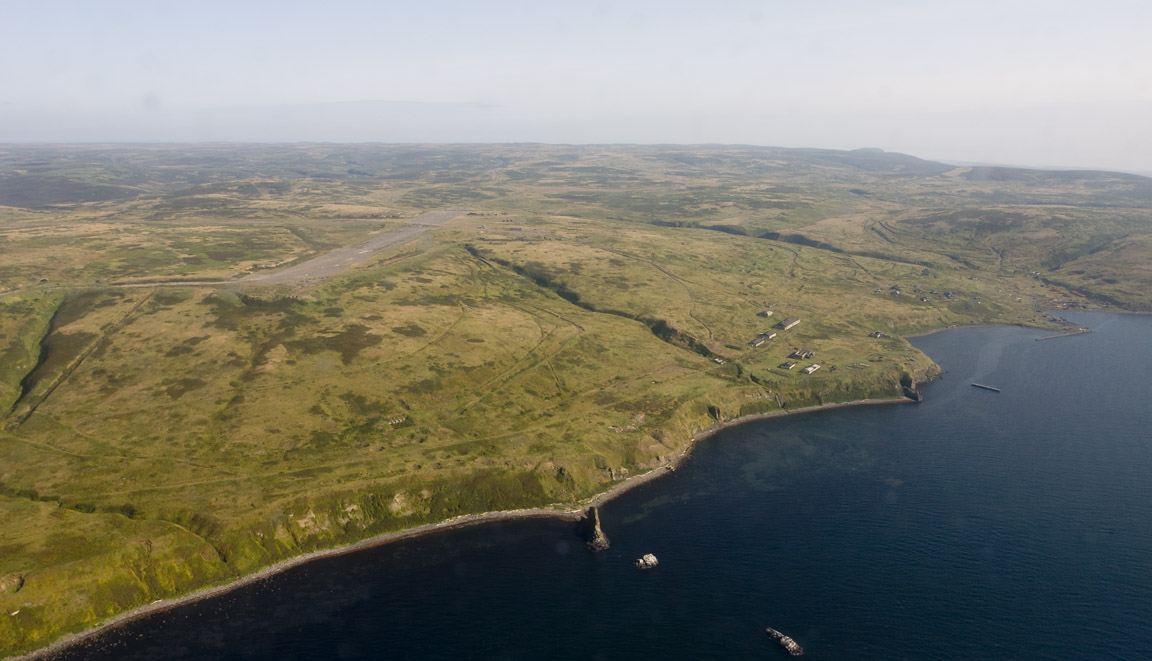
Gezicht op Sjoemsjoe met het verlaten dorp Bajkovo en het oude Japanse vliegveld

De Tweede Koerilenstraat (Russisch: Второй Курильский пролив; Vtoroj Koerilski proliv) is een zeestraat van de Koerilenstraten. De zeestraat scheidt het Koerileneiland Sjoemsjoe in het noordoosten van het Russische eiland Paramoesjir in het zuidwesten. Met een gemiddelde breedte van 1,8 kilometer en een diepte tot 10 meter is het de nauwste en ondiepste zeestraat van de Koerilenstraten.
Eerste Koerilen · Tweede Koerilen · Alaid · Levasjov · Loezjin (Derde Koerilen) · Vierde Koerilen · Jevreinov (Vijfde Koerilen) · Krenitsyn (Zesde Koerilen) · Severgin · Ekarma · Krusenstern · Golovin · Nadezjda · Srednego · Rikorda · Diana · Boessol · Snow (Bystry) · Oeroep · De Vries · Jekaterina · Koenasjir (Nemuro) · Joezjno-Koerilski · Izmeny · Spanberg · Polonskogo · Vojejkov · Joeri · Tanfiljeva · Sovjetski